# Spelman på taket
Spelman på taket (Fiddler on the Roof) är en amerikansk musikal från 1964 av Jerry Bock (musik) Sheldon Harnick (libretto), vid urpremiären på Broadway regisserad och koreograferad av Jerome Robbins. Manuset skrevs av författaren Joseph Stein.
Musikalen bygger på Sholem Aleichems roman Tewje der Milchiger ("Tevje, mjölkutköraren", originalutgiven på jiddisch 1894; på svenska 1992 som Spelman på taket) och utspelar sig 1905 i Anatevka, en fiktiv  shtetl (judisk by) i det Judiska bosättningsområdet i Kejsardömet Ryssland. Huvudpersonen Tevje kämpar för att bevara de judiska  traditionerna gentemot döttrarnas strävan och vilja att gifta sig med män som inte valts på traditionellt sätt. Denna familjekonflikt utspelar sig mot en bakgrund av yttre oroligheter –  förföljelser av och pogromer mot judar samt politiska motsättningar i det förrevolutionära Ryssland.  Tevje förklarar att utan sina traditioner skulle de vara lika osäkra "som en spelman på taket".
Musiken har drag av klezmermusik. Den mest kända melodin är "If I were a rich man", i svensk översättning "Om jag hade pengar". 
Musikalen filmatiserades 1971 av Norman Jewison med Chaim Topol i huvudrollen.

## Svenska uppsättningar

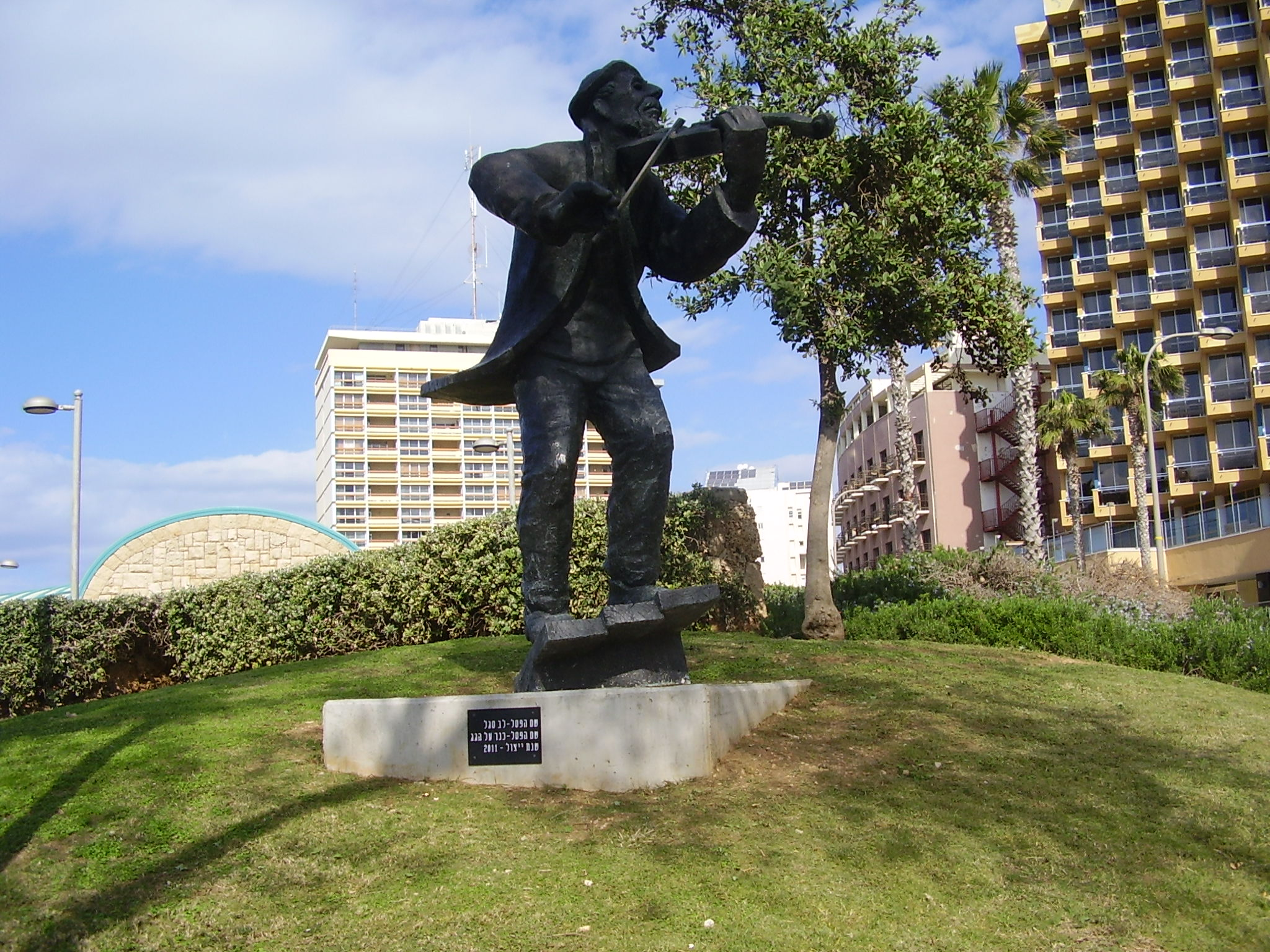
Staty i Netanya i Israel

Musikalen har spelats ett flertal gånger i Sverige, med översättning av Bo-Göran Edling. Allra först sattes den upp på Stora Teatern i Göteborg (premiär 16 februari 1968), följt av uppsättningar på Stadsteatern i Norrköping (29 februari 1968) och Malmö stadsteater (28 december 1968) med Cornelis Vreeswijk i huvudrollen. Senare också på Upsala-Gävle stadsteater 1969, Stockholms stadsteater 1969, Helsingborgs stadsteater november 1979 med Nils Poppe i huvudrollen, Borlänge Musikteater 1987/1988 samt Malmö Musikteater 1997/98 med Jan Malmsjö (1997) och Mikael Samuelson (1998) som Tevje. Medverkade gjorde även Ola Salo och Helen Sjöholm. Samtidigt spelades den på Stockholms stadsteater med Tomas Bolme, Ulla Skoog och Christopher Wollter. Hösten 2011 spelades den på Dalateatern i Falun med Jan Åström som Tevje, och hösten 2016 spelades den på Uppsala Stadsteater med Lars Väringer i rollen som Tevje. Hösten 2017 spelades den på Malmö Opera. Den irländska regissören Orpha Phelan regisserade och i rollen som Tevje syntes Philip Zandén, med Katarina Ewerlöf som Golde och Oscar Pierrou Lindén som Perchik. 
Hösten 2018 spelades den av Säffleoperan med Mikael Samuelson i huvudrollen. I Augusti 2019 satte Stockholms stadsteater upp den på dansens hus med Dan Ekborg i huvudrollen. I september 2019 satte Wasa Teater upp en version i regi av Markus Virta där dockor utgjorde en stor del av ensemblen. Tevje spelades av Mats Holmqvist som nominerades till årets skådespelare i Finland för sin tolkning.